# Bush Fair
Bush Fair is een wijk in Harlow, in het Engelse graafschap Essex. In 2001 telde de wijk 7493 inwoners.